# John Blake Rice
Pour les personnes ayant le même patronyme, voir Rice.
John Blake Rice (né le 28 mai 1809 à Easton dans le Maryland - mort le 17 décembre 1874 à Chicago) est un acteur, producteur de théâtre, homme politique américain, membre du Parti républicain. Il est maire de Chicago de 1865 à 1867 et de 1867 à 1869.

## Biographie
Natif de la petite ville de Easton, dans le Maryland, John Blake Rice fait ses débuts d'acteur à Annapolis en 1829. Son premier rôle professionnel est l'oncle Barnwell dans The London Merchant George Lillo's. Il visite toute la côte est des États-Unis, ainsi que les Antilles.
En 1837, pendant son séjour à Philadelphie, en Pennsylvanie, il se marie à Mary Ann Warren, une jeune femme issue d'une famille de théâtre locale. Mary Ann Warren est la fille de l'acteur William Warren, qui est l'une des étoiles brillantes du monde théâtral à cette époque. En 1839, il déménage avec sa famille à Buffalo dans l'État de New York, où il dirige un théâtre durant les périodes estivales. 
Rice emménage à Chicago en 1847 pour travailler comme acteur et divertir les hommes politiques à la Chicago River and Harbor Convention, la première convention nationale de Chicago. Il décide de rester et d'établir un théâtre permanent, appelé Rice Theatre situé entre Dearborn Street, Randolph Street et Washington Street. Le 30 juillet 1850, au milieu de l'opéra La sonnambula de Vincenzo Bellini, un incendie se déclare dans le théâtre. Le bâtiment est totalement détruit et Rice perd environ 4 000 dollars. Rice quitte Chicago pour Milwaukee où il vit pendant quelques mois.
Rice retourne à Chicago en 1851 et construit un nouveau théâtre, entièrement en brique. Il embauche James McVicker pour servir de directeur et est actif dans le théâtre jusqu'en 1857.

## Carrière politique
Vers la fin de la guerre civile, Rice se porte candidat à l'Hôtel de ville de Chicago en tant que républicain très conservateur. Aidé par la fin de la guerre et l'assassinat d'Abraham Lincoln juste avant l'élection, Rice remporte facilement les élections municipales.
Rice est élu maire de Chicago le 3 mai 1865, succédant au démocrate Francis Cornwall Sherman. En tant que maire, Rice est anti-travail, et il met son veto à un plan d'exécution d'une journée de huit heures de travail. Ce veto conduit à une manifestation spontanée, le 1er mai 1867, qui conduit à la célébration internationale du 1er mai. Le conseil municipal de Chicago passe finalement outre son veto.
Rice est réélu maire de Chicago en 1867.
Rice est battu dans sa candidature pour un troisième mandat par Roswell B. Mason en 1869. L'administration de Rice prend fin le 6 décembre 1869, lorsque Mason lui succède.
Il meurt le 17 décembre 1874 à Chicago et est enterré au cimetière de Rosehill.